# Порт Себу
Порт Себу (Себуано: Pantalan sa Sugbo) — морський порт у місті Себу, Філіппіни. Це порт, який обслуговує район метро Себу, і ним керує Адміністрація порту Себу. Це найбільший внутрішній порт на Філіппінах, який здебільшого обслуговує маршрути на Вісайських островах і Мінданао.

## Місцезнаходження
Він розташований у Північному меліоративному районі міста Себу. Він знаходиться в каналі Мактан, вузькій протоці між Себу та островом Мактан.

## Зручності
Гавань складається з міжнародної та внутрішньої частин.
Міжнародний порт Себу займає територію в 14 гектарів (35 акрів), що складається з 512 метрів (1680 футів) причального простору, з 1953 TEU наземними слотами та 204 рефрижераторними контейнерами, а також терміналом для навалочних вантажів.
Внутрішній порт Себу займає площу в 21 гектар (52 акри), що складається з 3838,47 метрів (12593,4 футів) місця для причалів і трьох пірсів, трьох пасажирських терміналів для поїздок між островами та двох поромних терміналів для поромів Себу-Сіті–Мактан.

## Статистика
Статистика включає всі порти під юрисдикцією Адміністрації порту Себу, тобто місто Себу, Мандауе, Данао, Санта-Фе, Толедо та Аргао.